# Bruce County
Bruce County ist ein County im Südwesten der kanadischen Provinz Ontario. Der County Seat ist Walkerton in der Gemeinde Brockton. Die Einwohnerzahl beträgt 68.147 (Stand: 2016), die Fläche 4.090,20 km², was einer Bevölkerungsdichte von 16,7 Einwohnern je km² entspricht. Benannt ist das County nach James Bruce, 8. Earl of Elgin, dem Generalgouverneur Kanadas von 1847 bis 1854. Es liegt zum Teil auf der Bruce-Halbinsel, die in den Huronsee hineinragt. An der Nordspitze der Halbinsel befindet sich der Bruce-Peninsula-Nationalpark und an der Westseite der Sauble Beach. Und es liegen mehrere der Provincial Parks in Ontario, unter anderem der Inverhuron Provincial Park, im Bezirk. 
|          | Huronsee                                    | Georgian Bay      |
| Huronsee | Kompassrose, die auf Nachbargemeinden zeigt | Grey County       |
|          | Huron County                                | Wellington County |

## Administrative Gliederung

### Städte und Gemeinden
| Ort                      | Status       | Bevölkerung (2016) |
| ------------------------ | ------------ | ------------------ |
| Arran-Elderslie          | Municipality | 6.803              |
| Brockton                 | Municipality | 9.461              |
| Huron-Kinloss            | Township     | 7.069              |
| Kincardine               | Municipality | 11.389             |
| Northern Bruce Peninsula | Municipality | 3.999              |
| Saugeen Shores           | Town         | 13.715             |
| South Bruce              | Municipality | 5.639              |
| South Bruce Peninsula    | Town         | 8.416              |

### Gemeindefreie Gebiete
Im Bezirk finden sich keine gemeindefreien Gebiete.

### Indianerreservationen
- Neyaashiinigmiing
- Saugeen 29